# Aldeaseca de Alba
Aldeaseca de Alba é um município da Espanha na província de Salamanca, comunidade autónoma de Castela e Leão, de área 17,57 km² com população de 110 habitantes (2004) e densidade populacional de 6,26 hab/km².

## Demografia
| Variação demográfica do município entre 1991 e 2004 | Variação demográfica do município entre 1991 e 2004 | Variação demográfica do município entre 1991 e 2004 | Variação demográfica do município entre 1991 e 2004 |
| --------------------------------------------------- | --------------------------------------------------- | --------------------------------------------------- | --------------------------------------------------- |
| 1991                                                | 1996                                                | 2001                                                | 2004                                                |
| 153                                                 | 149                                                 | 123                                                 | 110                                                 |